# Literatura medieval oral y tradicional en euskera

## Romances: Modelo épico-medieval

### Eresiak

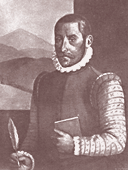
Esteban de Garibay, cronista vasco que recogió gran parte de la literatura medieval oral conservada en la actualidad.

Las primeras referencias indirectas de una literatura oral y popular en euskera se remontan al Fuero Viejo de Vizcaya en 1452, donde se dictaba la siguiente prohibición explícita:
"...sobre mujeres que son conocidas por desvergonzadas y revolvedoras de vecindades y ponen coplas y cantares a manera de libelo inflamatorio (que el Fuero llama profazadas)"
Las eresiak recogidas de aquella época y esta prohibición nos confirman que las mujeres (llamadas en el fuero profazadas) componían versos con ocasión de duelo y celebración. Hay constancia de que eran ellas las que se espezialiaron en las eresiak, lamentos fúnebres que se recitaban en funerales y velatorios. La circunstancia de pronunciar estos lamentos en público y estar dirigidos a un auditorio, hacía que estas improvisadoras (pues las eresiak son obras de endechadoras orales) encerraran una dramatización muy particular a quienes a veces respondían otras, dando lugar a debates en verso semejantes a los de los bertsolaris modernos. Tanto para Manuel de Lekuona como para Koldo Mitxelena, aquellas damas improvisadoras eran bertsolaris que apagaron sus voces, pero no de manera natural y espontánea, sino por la siguiente prohibición:
"En qué manera se puede hacer llanto y poner luto por los difuntos... Ordenaron, y establecían por ley, que de aquí adelante cuando quiera que alguno muere en Vizcaya [...] no sea osado de hacer llanto alguno mesándose los cabellos, ni rasgándose la cara, ni descubriendo la cabeza, ni haga llantos cantando, ni tomen luto de marraga, so pena de mil maravedíes a cada uno que lo contrario hiciere por cada vez."
Existe gran variedad de versos recogidos por los cronistas de la época y otros muchos que han perdurado en la memoria colectiva y que antes de ser perdidos han tenido la fortuna de ser transcritos. He aquí algunas de ellas:
- Milia Lasturkoren eresia (siglo XV)

- Errodrigo Zaratekoaren eresia (siglo XV)

- Pedro Abendañoren kanta (1443)

- Martin Bañezen eresia (1464)

- Tercer canto de Ahetzeko anderea (1425)

### Baladak

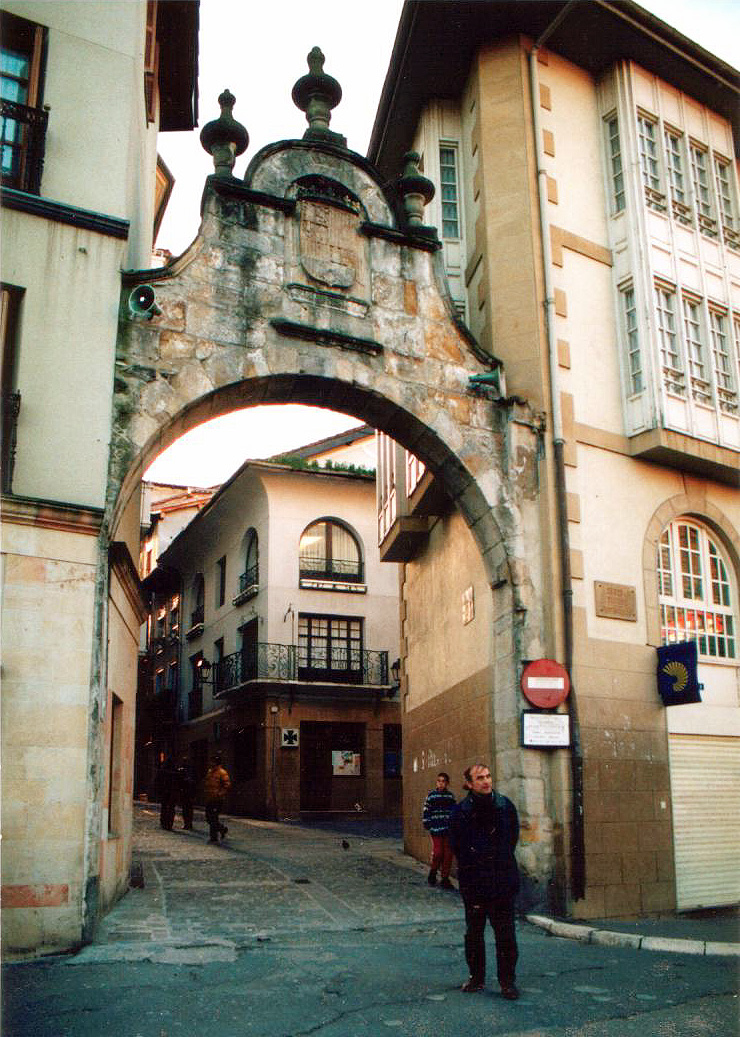
Puerta de Arrasate-Mondragón, una de las pocas partes de la ciudad vieja que sobrevivió a la guerra civil del Reino de Navarra.

Se las conoce también con el nombre de romance, se basan en la narración de hechos de todo tipo (defunciones, batallas, incendios, relaciones amorosas e infidelidades, etc.) y se clasifican en el género conocido como épica. Son fruto de la literatura popular y han tenido y tienen como único soporte la memoria, aunque el haber sido cantadas o recitadas con una métrica o rimas han ayudado mucho en su preservación. La datación suele ser uno de los principales problemas de estas composiciones, pues a pesar de que muchas se basan en hechos históricos datados como la quema de Mondragón (1448) o hay personajes rastreables como un noble (en el caso del cantar de Bereterretxe), se desconoce la fecha en la que fueron compuestas. Es por ello que es habitual en las baladas medievales que la datación no sea precisa y varie un siglo u otro, especialmente en los casos en los que la misma balada fue recogida en distintos dialectos, en años distintos y por cronistas distintos.
Se desconoce la autoría de todas las baladas medievales recogidas, aunque probablemente fueron compuestas por la tradición de los koblakariak (bardos) que se mantuvo hasta el siglo XIX con autores como Piarres Topet Etxahun, José María Iparraguirre o Juan Ignacio Iztueta. Baladas recogidas por los cronistas renacentistas:
- Primer y segundo canto de Ahetzeko anderea (1425)

- Bereterretxen khantoria (siglo XV)[3]

- Bretainiako kantorea (siglo XV)

- Arrasateko erreketa (1448)

## "Refranes y sentencias comunes en bascuence" (1596)
En 1596 aparece en Pamplona bajo el título "Refranes y sentencias comunes en bascuence y declarados en romance" una recopilación de 273 refranes en euskera de autor desconocido. Este documento ha sido vital en el estudio del euskera medieval debido al sistema morfológico arcaico que utiliza y muy difundido, pues autores como Oihenart lo incluyeron en su colección de refranes, el padre Manuel de Larramendi en el Suplemento del Trilingüe y Resurrección María de Azkue en su Diccionario.
Algunos refranes parecen haber sido traducidos de otros autores de la época, pero la mayoría son autóctonos y de carácter popular tal y como demuestra el uso de estos en escudos como el de Guecho:
“Kaltea dagianak, bizarra lepoan”
Al igual que la historia de otros muchos libros y manuscritos en euskera, estuvo a punto de desaparecer en las arenas de la historia, pues el único ejemplar del que se tiene conocimiento fue encontrado por van Eys en la biblioteca de Darmstadt pero desapareció durante la Segunda Guerra Mundial y nunca volvió a ser encontrado. Si no hubiera sido por las escasas copias hechas se habría perdido para siempre.

## Una elegía, un drama:Juan de Amendux(1544-1580?)
Otro de los pocos textos en euskera que se conservan consiste en un fragmento (dos versos) de una elegía, obra de Juan de Amendux. Nacido entre 1544-1545, su padre médico murió en 1547 y un año después le acompañaría su madre. Hasta entonces había vivido en una casa detrás la plaza del Castillo, en el barrio de la Navarrería. Como era habitual en estos casos, el abuelo paterno, Pereton Garro, se hizo responsable legal del niño, llevándoselo a su tío (del mismo nombre), que vivía en la Ribera Navarra. Con 12 o 13 años fue llevado a Zaragoza a aprender un oficio. Sirvió en casa de un fabricante de tejidos y paños, y durante ese tiempo tuvo que comprar sus ropas y zapatos y pagar 40 libras al año a su amo.
A pesar de haberse comprometido a servir por cinco años, volvió en menos de uno a su casa de Valtierra, herido y enfermo, debido a lo cual tuvo que ser operado y pasó varios meses en cama. Su tío lo envió de nuevo a Zaragoza, pero con la excusa de haber cumplido 14 años se marchó con un familiar llamado Lope de Echebelz. Al parecer, gracias al dinero que éste le dio, marchó a Sevilla "a servir amos" (según los documentos hallados), más pronto volvió a casa y fue enviado a Flandes, de donde retornó transcurridos sólo cuatro meses.
Viendo que "no tenía quietud ni hazia asiento en parque que enviase" Echebelz le abrió una "botiga (tienda) de sedas, lienzos, pannos y mercerias..." en la calle Txapitel de Pamplona con 400 ducados en bienes de venta. En menos de un año había gastado todo y la tienda endeudada. Debido a esto fue llevado a prisión y al octavo mes (en septiembre de 1567) denunciaba su mala situación:
"tiene en la carcel mucha hambre y necesidad y dolencias en su persona"
Es en esta situación en la que compuso su elegía, de la cual sólo se conservan dos versos en el Archivo General de Navarra. A pesar del negro panorama que sus versos nos muestran recibió ayuda de alguien, pues fue nombrado alguacil de las Cortes Generales al salir de prisión. Nada se sabe de él a partir de entonces, aunque se cree que para 1580 ya había fallecido, pues en los registros aparece la viuda de Amendux, cuyos nombre y fecha de matrimonio no se han descubierto.
De su obra sólo se han conservado dos poemas en los que este joven hundido en el desasosiego narra como pronto acabó con las tierras y riquezas de su padre, para; sin poder pagar sus deudas; ser encarcelado. Es este ambiente negro y de tristeza el que transmite el poema, que en cuanto a estilo, métrica y rima no puede ser clasificado en corriente alguna por el momento.

## Elezaharrak(Leyendas)

### Árabes y cristianos
- Zaldiarango mairua (el moro de Zaldiaran)

- Mairuaren Leizea (la cueva de la mora)

- Sorginaren ukendua (la pomada de la bruja)

### Del Camino de Santiago
Camino de Santiago jugó un papel fundamental como vía de entrada en la península ibérica y de la influencia económica que tuvo en la Edad Media, sobre todo a partir del siglo XI, pero también dejó una profunda impronta en los pueblos que atravesó. Encontramos abundancia de mitos, no siempre cristianos (como en el caso del brujo de Bargota) alrededor tanto de la vía tolosana (Roncesvalles-Pamplona-Puente de la Reina) y en menor medida por la ruta de la costa.
- Errolan eta Ferraguten kondaira (la leyenda de Roldán y Ferragut)

- Errolanen Kantua (el canto de Roldán)

- San Birila abadea (el abad San Birila)

- Sigurden kondaira (la leyenda de Sigurd)

- Eunate-Olkotz

- Txoriaren elezaharra (la leyenda del ave)

- Gillen eta Felizia

- San Ataulfo

- Bargotako sorgina (el brujo de Bargota)

- Zubiriko zubia (el puente de Zubiri)

- Obanosko Misterioa (el misterio de Obanos)

### Héroes y nobles
- Teodosio Goñikoa (Teodosio de Goñi)

- Arrasateko herensugea (el dragón de Mondragón)

- Giomar eta adarbakoitza (Giomar y el unicornio)

- Jaun Zuria (el señor blanco)

- Alostorrea

- Beltzuntzeko Gaston (Gaston de Beltzuntze)